# Berti Capellmann
Hubertine „Berti“ Capellmann (später Berti Pingel) (* 4. Oktober 1918 in Würselen; † 23. November 2012 ebenda) gehörte Ende der 1940er und Anfang der 1950er Jahre zu den besten deutschen Tischtennisspielerinnen. 1953 gewann sie die deutsche Meisterschaft im Einzel. Zuvor war sie bereits drei Mal deutsche Meisterin im Doppel.

## Karriere von Berti Capellmann
Den Leistungssport betrieb Capellmann bis Mitte der 1950er Jahre. In dieser Zeit absolvierte sie 12 Länderspiele. Zweimal nahm sie an Weltmeisterschaften teil. Ihre größten Erfolge feierte die Angriffsspielerin aber auf nationaler Ebene. Von 1935 bis 1939 und 1946 bis 1954 war sie bei allen deutschen Meisterschaften vertreten. Der Erfolg: Eine deutsche Meisterschaft im Einzel, 3 Meisterschaften im Doppel und 4 Meisterschaften im Mixed. 1953 führte sie der DTTB auf den ersten Platz der nationalen Rangliste. Zudem wurde sie dreimal westdeutsche Meisterin im Damen-Einzel und zweimal im Damen-Doppel.

## Karriere von Berti Pingel
Nach 1953 wurde es still um Capellmann. Sie stieg jedoch mit Alemannia Aachen 1967 noch einmal in die Oberliga West auf und spielte dort im Spitzenpaarkreuz. Aber Mitte der 1980er Jahre feierte sie ein Comeback. Inzwischen hatte sie geheiratet und startete unter dem Namen Berti Pingel auf nationalen und internationalen Seniorenturnieren. Sie gewann mehrere deutsche Meisterschaften im Einzel und Doppel sowie mehrfach die Europameisterschaft im Doppel mit ihrer Partnerin Ursula Bihl.
Daneben spielte Berti Pingel noch im Tennis. Noch als über 85-Jährige war sie aktiv. Sie lebte bis zuletzt in Würselen.

## Auszeichnungen
Im April 2002 verlieh ihr die Stadt Aachen das Karlssiegel für ihre Erfolge im Tischtennis. 1984 hatte sie schon einmal das Karlssiegel der Stadt Aachen erhalten, damals für ihre regionalen Erfolge im Tennis. Bereits in den 1950er Jahren hatte die Stadt Aachen ihr den „Silbernen Becher“ für sportliche Erfolge verliehen. Sie war außerdem Trägerin der goldenen Ehrennadel des WTTV und von Alemannia Aachen sowie der silbernen Ehrennadel des Aachener Schwimm-Vereins von 1906.

## Sportliche Erfolge
- Teilnahme an zwei Weltmeisterschaften
  - 1951 in Wien: Viertelfinale im Doppel (mit Hilde Bussmann), Achtelfinale im Mixed, 9. Platz mit dem Damenteam
  - 1953 in Bukarest: Achtelfinale im Doppel, 9. Platz mit dem Damenteam

- Nationale deutsche Meisterschaften
  - 1947 in Heppenheim: 4. Platz Doppel (mit Carduck), 4. Platz Mixed (mit Gerlach)
  - 1948 in Göttingen: 2. Platz Doppel (mit Ilse Lohmann), 1. Platz Mixed (mit Helmuth Hoffmann)
  - 1949 in Lübeck: 4. Platz Einzel, 1. Platz Doppel (mit Astrid Hobohm), 1. Platz Mixed (mit Helmuth Hoffmann)
  - 1950 in Rheydt: 2. Platz Doppel (mit Hilde Bussmann)
  - 1951 in Berlin: 2. Platz Einzel, 1. Platz Doppel (mit Hilde Bussmann), 1. Platz Mixed (mit Bernie Vossebein)
  - 1952 in Berlin: 1. Platz Doppel (mit Erika Weskott[2]), 2. Platz Mixed (mit Helmuth Hoffmann)
  - 1953 in Herford: 1. Platz Einzel, 2. Platz Doppel (mit Gerda Schlerth), 1. Platz Mixed (mit Helmuth Hoffmann)

- Internationale deutsche Meisterschaften
  - 1937 in Berlin: 4. Platz Doppel (mit Zimek), 3. Platz Mixed (mit Dieter Mauritz)
  - 1938 in Krefeld: 3. Platz Doppel (mit Spangenberg)

- Deutschlandpokal
  - 1951 in Hannover: 1. Platz mit WTTV (mit Hilde Bussmann), Endspiel 4:1 gegen Niedersachsen
  - 1952 in Erfurt: 1. Platz mit WTTV (mit Hilde Bussmann), Endspiel 3:2 gegen Thüringen

- Seniorenturniere
  - 1984 Deutsche Meisterschaft Ü60 in Krefeld: 1. Platz Doppel (mit Maria Sammer)
  - 1985 Deutsche Meisterschaft Ü60 in Krefeld: 2. Platz Einzel, 2. Platz Doppel (mit Maria Sammer)
  - 1986 Deutsche Meisterschaft Ü60 in Baunatal: 1. Platz Einzel, 2. Platz Doppel (mit Maria Sammer)
  - 1987 Deutsche Meisterschaft Ü60 in Sindelfingen: 2. Platz Doppel (mit Maria Sammer)
  - 1989 Deutsche Meisterschaft Ü60 in Krefeld: 2. Platz Einzel
  - 1992 Deutsche Meisterschaft Ü70 in Zweibrücken: 1. Platz Einzel
  - 1993 Deutsche Meisterschaft Ü70 in Göppingen: 2. Platz Einzel
  - 1994 Deutsche Meisterschaft Ü70 in Flensburg: 1. Platz Einzel, 1. Platz Doppel (mit Ursula Bihl)
  - 1995 Deutsche Meisterschaft Ü70 in Solingen: 2. Platz Einzel, 1. Platz Doppel (mit Ursula Bihl)
  - 1997 Deutsche Meisterschaft Ü70 in Würzburg: 1. Platz Doppel (mit Ursula Bihl)
  - 1998 Deutsche Meisterschaft Ü70 in Neuhausen/Filder: 2. Platz Doppel (mit Ursula Bihl)
  - 1999 Deutsche Meisterschaft Ü70 in Lübbecke: 1. Platz Doppel (mit Ursula Bihl)
  - 2000 Deutsche Meisterschaft Ü75 in Limburg: 1. Platz Einzel, 2. Platz Doppel (mit Ursula Bihl)
  - 2001 Deutsche Meisterschaft Ü75 in Bad Iburg: 2. Platz Einzel, 1. Platz Doppel (mit Ursula Bihl), 2. Platz Mixed (mit Hermann Fürderer)
  - 2003 Deutsche Meisterschaft Ü75 in Erfurt: 1. Platz Einzel, 2. Platz Doppel (mit Ursula Bihl), 3. Platz Mixed (mit Hermann Fürderer)
  - 2004 Deutsche Meisterschaft Ü80 in Lübbecke: 3. Platz Einzel, 2. Platz Doppel (mit Ursula Bihl), 1. Platz Mixed (mit Godizart)

- - 1997 Europameisterschaft Ü75 in Göteborg: 1. Platz Doppel (mit Ursula Bihl)
  - 1999 Europameisterschaft Ü75 in Prag: 1. Platz Doppel (mit Ursula Bihl)
  - 2001 Europameisterschaft Ü75 in Aarhus: 1. Platz Doppel (mit Ursula Bihl)
  - 2003 Europameisterschaft Ü80 in Courmayeur: 1. Platz Doppel (mit Ursula Bihl)
  - 2003 Europameisterschaft Ü85 in Courmayeur: 3. Platz Einzel

- Vereine
  - KBC Kohlscheid
  - 1948 bis 1953 Aachener Schwimm-Verein von 1906
  - ab 1953 Alemannia Aachen

## Ergebnisse
Die nachfolgende Übersicht zeigt ihre WM-Ergebnisse.
| Verband | Turnier           | Jahr | Ort      | Land | Einzel    | Doppel        | Mixed     | Team |
| ------- | ----------------- | ---- | -------- | ---- | --------- | ------------- | --------- | ---- |
| GER     | Weltmeisterschaft | 1953 | Bukarest | ROU  | letzte 64 | letzte 16     | letzte 16 | 9    |
| GER     | Weltmeisterschaft | 1951 | Wien     | AUT  | letzte 32 | Viertelfinale | letzte 16 | 9    |